# Carey Loftin
William Carey Loftin (Blountstown, 31 de janeiro de 1914 - Huntington Beach, 4 de março de 1997) foi um motociclista, ator e dublê norte-americano. Por suas atuações em shows itinerantes com motocicletas e por ter competido em campeonatos off-road nas décadas de 1940 e 1950, em 2001 entrou para o Motorcycle Hall of Fame. Pelos seus trabalhos na industria do cinema, seu nome foi incluído no Hollywood Stuntmen's Hall Of Fame (Hall da Fama dos Dublês). 

## Carreira
Aos dezenove anos de idade, começou a fazer acrobacias com motocicletas em shows itinerantes pelos Estados Unidos e na década de 1940, começou a competir em enduros e em competições de off-road no sul do país. 
Por suas habilidades e destreza, foi convidado a atuar em cenas perigosas no cinema, estreando em 1938 no filme Public Cowboy No. 1. Em Dick Tracy Returns, de 1938, foi contratado como dublê nas principais cenas de ação do seriado. 
Ao longo de sua carreira, trabalhou em centenas de produções cinematográficas, a grande maioria como dublê ou coordenador de dublês, mas em algumas, atuou como ator, como em Duel (1971), onde o cineasta estreante, Steven Spielberg, fez questão de não mostrar o seu rosto, apenas suas mãos e braços ou suas botas. Outra atuação idêntica como Duel, ocorreu em Stroker Ace (1983), onde é um motorista de caminhão em que seu rosto não é revelado ao longo do filme. Em Christine, 1983, é o motorista do "Plymouth Fury 1958" e nos filmes Maximum Overdrive, 1986, e Messenger of Death, 1988, é o motorista sem rosto dos caminhões. Em Against All Odds é o piloto de perseguição da Ferrari 308 GTB/GTS 1982 preta. 
Loftin aposentou-se em 1991, mas foi convidado a participar de alguns filmes posteriormente. Seu último trabalho foi em Black Dog (1998), fazendo o dublê de motorista do ator Patrick Swayze. O filme foi lançado um ano depois de sua morte.